# Wikibase
Wikibase ist eine Sammlung von Erweiterungen für die MediaWiki-Software, die für die Wissensdatenbank Wikidata entwickelt wurde und es ermöglicht, strukturierte Daten abzulegen, zu verwalten und abzurufen.
Wikibase steht unter der GPL-Lizenz frei und kostenlos zur Verfügung. Zu den Besonderheiten von Wikibase gehören ein eigenes Datenmodell, Versionierung und Mehrsprachigkeit. Zum Zugriff auf Wikibase gibt es mehrere Programmierschnittstellen und Client-Programme. Das Datenmodell einer Wikibase-Instanz wird auf das Resource Description Framework gemappt, so dass die Datenbasis auch per SPARQL abgefragt werden kann. Neben Wikidata wird Wikibase vor allem im Wissenschafts- und Kulturbereich eingesetzt.